# روبن بارينو
روبن بارينو (بالإسبانية: Rúben Bareño)‏ مواليد 23 يناير 1944 في الأوروغواي، هو لاعب كرة قدم أوروغوياني. يلعب كمهاجم. سبق له أن لعب في كأس العالم لكرة القدم مع منتخب بلاده.

## المسيرة الاحترافية

### أندية لعب لها
- نادي راسينغ

## روابط خارجية
- روبن بارينو على موقع الاتحاد الدولي (مؤرشف)  (الإنجليزية)
- روبن بارينو على موقع الاتحاد الأوربي (الإنجليزية)
- روبن بارينو على موقع قاعدة بيانات كرة القدم.إي يو (الإنجليزية)
- روبن بارينو على موقع ناشيونال فوتبول تيمز (الإنجليزية)
- روبن بارينو على موقع Soccerway.com (الإنجليزية)
- روبن بارينو على موقع عالم كرة القدم.نت (الإنجليزية)